# Гудири
Гудири (фр. Goudiry) — город и коммуна на востоке Сенегала, на территории области Тамбакунда. Административный центр одноимённого департамента.

## Географическое положение
Город находится в северо-восточной части области, вблизи одноимённого заповедника, на расстоянии приблизительно 492 километров к востоку-юго-востоку (ESE) от столицы страны Дакара. Абсолютная высота — 57 метров над уровнем моря.

## Население
По оценочным данным Национального агентства статистики и демографии Сенегала (Agence nationale de la statistique et de la démographie) численность населения Гудири в 2009 году составляла 5521 человек, из которых мужчины составляли 50,8 %, женщины — соответственно 49,2 %.

## Транспорт
В городе расположена железнодорожная станция. Ближайший аэропорт расположен в городе Бакель.